# بات فالون
بات فالون (بالإنجليزية: Pat Fallon)‏ هو سياسي أمريكي، ولد في 19 ديسمبر 1967. حزبياً، نشط في الحزب الجمهوري. وقد انتخب عضو مجلس نواب تكساس.

## وصلات خارجية
- الموقع الرسمي